# Dotek anděla (kniha)
Dotek anděla je kniha Thomase Breziny. Stejně jako většina knih z edice Dívčí tajemství je i tato určená dívkám od třinácti let. Knihu v češtině vydalo Nakladatelství Fragment.

## Děj
Amy je patnáctiletá dívka. Od chvíle co jí maminka vyhodila z okna panenku MISS BIXI má za svého zploditele anděla. Jako většina dívek v jejím věku má i Amy svého idola Matta M. a rozhodne se s ním vidět osobně. On za Amy přijde a poprosí jí aby mu nalila pití, jenže mu nalije nějaký alkohol. Matt se rozzuřil. Pohádali se a Matt odjel ve svém novém autě. Cestou, ale nabourá do svodidel. Jakmile se to Amy dozvěděla, byla jako vyměněná a nemluvila ani se svou nejlepší kamarádkou. Matt se proměnil v anděla s černými křídly. Pokaždé, když pomyslel na někoho či na něco, hned tam byl. Amy mu pomáhá, aby jeho křídla zbělela.

## Postavy
- Amy (hlavní hrdinka)
- Matt (idol)
- Rob (manažer Matta)
- Lissa (novinářka)
- Amyina matka
- Henry (manžel)